# تست آووکادو

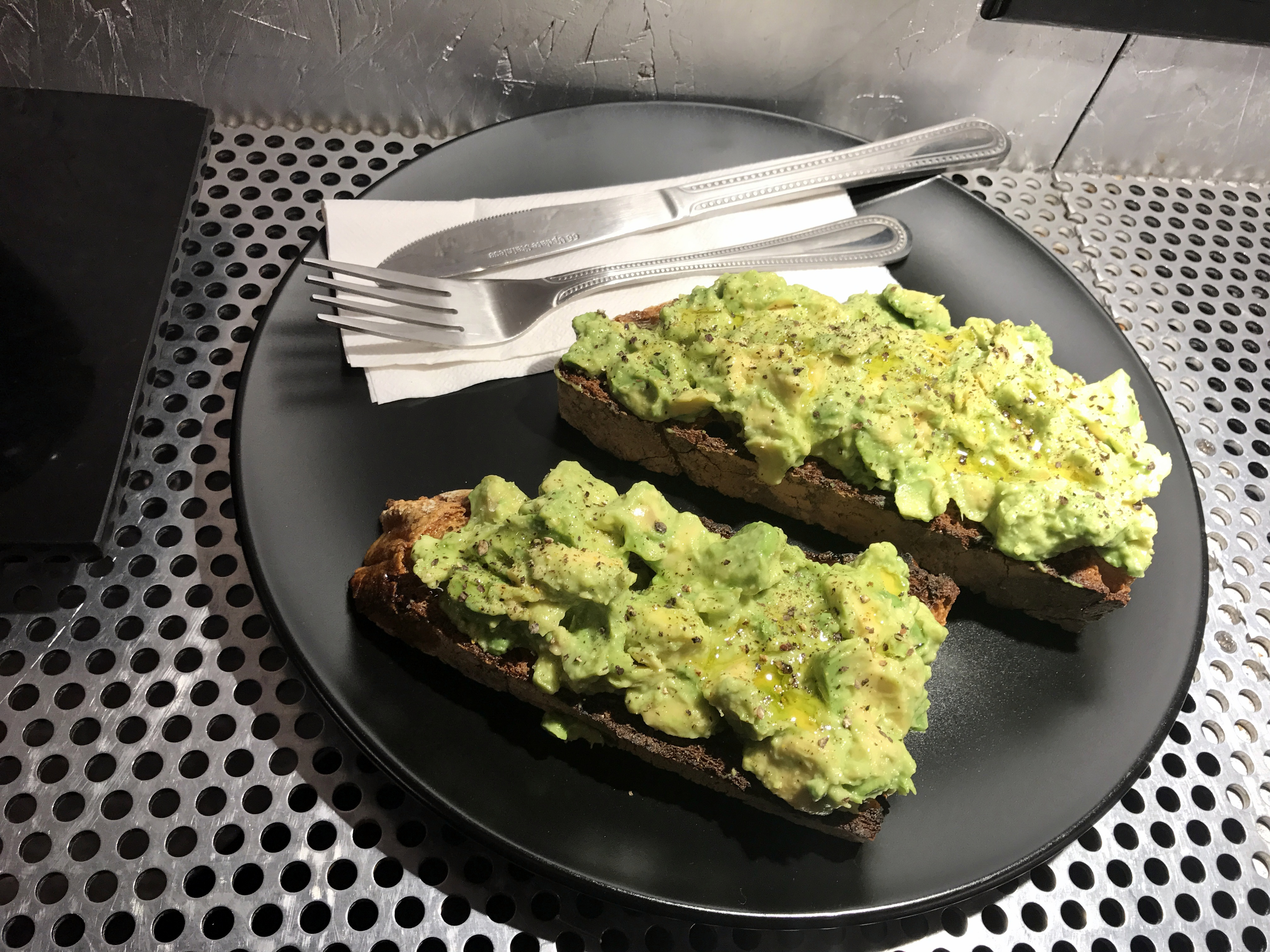
تست آووکادو

تست آووکادو یک نوع ساندویچ باز است که با نان تست و آووکادوی له شده، و بیشتر اوقات نمک، فلفل و آب مرکبات ساخته می‌شود. دیگ موادی که برخی اوقات استفاده می‌شوند شامل روغن زیتون، حمص ، فلفل تند، پنیر فتا ، گوجه و دیگر چاشنی‌ها می‌شود.